# معركة بيجي (تشرين الأول–كانون الأول 2014)
وقعت معركة بيجي الأولى في مدينة بيجي بمحافظة صلاح الدين العراقية، ودارت رحاها بين (جهاز مكافحة الإرهاب، وفرقة الرد السريع، والجيش العراقي المدعوم بقوات التحالف الدولي، والحشد الشعبي) وبين (تنظيم الدولة الإسلامية). استمرت المعركة من أواخر أكتوبر 2014 إلى غاية ديسمبر من نفس العام. وإنتهت بانتصار تنظيم الدولة الإسلامية الذي تمكن من استعادة السيطرة على مدينة بيجي ومحاصرة مصفاة النفط فيها.